# Roppongi Hills Mori Tower
Roppongi Hills Mori Tower (in giapponese 六 本 木 ヒ ル 森 - Roppongi Hiruzu Mori Tawā) è un grattacielo di 54 piani a uso misto commerciale e abitativo situato a Roppongi, Minato, Tokyo. Completato nel 2003 e intitolato al costruttore Minoru Mori, il palazzo rappresenta il fulcro del quartiere Roppongi Hills e suo simbolo. 
L'edificio viene utilizzato principalmente per ospitare uffici, ma contiene anche negozi, ristoranti e altre attrazioni.

## Struttura
Con un'altezza di 238 metri, è il sesto edificio più alto di Tokyo ed ha una superficie di 380.105 metri quadrati calpestabili.
Al 52º piano della torre c'è l'osservatorio panoramico da cui è possibile ammirare la città di Tokyo dall'alto. Al 54º piano c'è un acquario.
Il Mori Art Museum, inaugurato nel 2003 insieme alla Torre, si trova al ai piani dal 49° al 54°. La sede della Mori Building Company si trova in questo edificio.
Altre multinazionali di rilievo site all'interno sono
- Apple, 36º piano
- Barclays, dal 32º al 33º piano
- Expedia, 31º piano
- Goldman Sachs, 42º piano e dal 45° al 48°
- Google, dal 26º al 30º piano e dal 43° al 44°[4]
- Lenovo, 18º piano
- Nokia, 29º piano
- Riot Games, 34º piano
- The Pokémon Company, 18º piano

### Tecnologie antisismiche
La Mori Tower ha segnato il tempo con l'impiego di avanzate tecnologie antisismiche, una necessità visti i frequenti eventi che si verificano a Tokyo e in Giappone.
In particolare nella torre sono stati installati 192 ammortizzatori capaci di assorbire il movimento dovuto a vento o scosse telluriche trasferendolo a bracci meccanici idraulici riempiti di liquido oleoso ad alta viscosità.
Inoltre la funzione del verde pensile della torre non risulta essere solamente decorativa, ma anche capace di assorbire le oscillazioni attraverso una sottile lamina di gomma che separa la parte verde da quella strutturale, alleviando l'impatto.
La torre poggia inoltre su speciali colonne chiamate CTF, composte da tubi d'acciaio riempiti di calcestruzzo, il che permette di combinare le migliori proprietà di entrambi questi elementi ottenendo una performante resistenza alla deformazione.

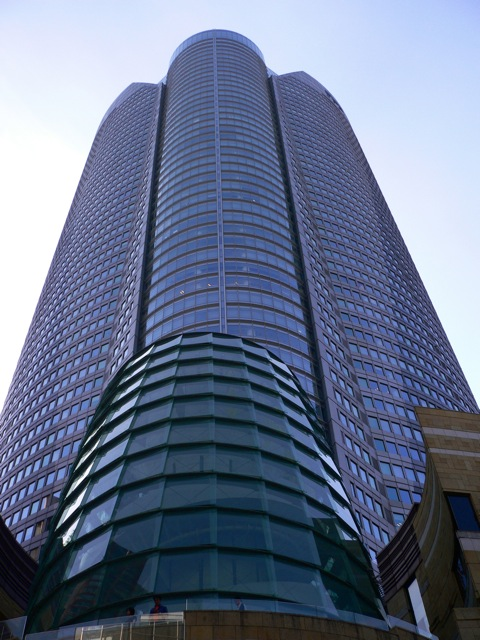
Mori Tower

### Impatto ambientale
L'impatto ambientale di un edificio come la Mori Tower è stato ampiamente stimato e considerato durante la sua progettazione e costruzione in modo da ridurlo al massimo, in un'ottica ecologista.
Il sistema di raffrescamento e riscaldamento dell'aria sfrutta una tecnologia di cogenerazione che combina energia elettrica e termica con il recupero di calore.
Inoltre nel piano seminterrato è stato installato un sistema di purificazione delle acque grigie per reimpiegarle, opportunamente purificate, per i servizi della torre.
Infine sono stati realizzati sia sulla torre che negli edifici del circondario, ampi bacini di recupero dell'acqua piovana per abbattere il consumo idrico, questo rappresenta anche un vantaggio contro gli allagamenti.